# Tommaso Toffoli
Pour les articles homonymes, voir Toffoli.
 (août 2011).
Si vous disposez d'ouvrages ou d'articles de référence ou si vous connaissez des sites web de qualité traitant du thème abordé ici, merci de compléter l'article en donnant les références utiles à sa vérifiabilité et en les liant à la section « Notes et références ».
Tommaso Toffoli (né en 1943 à Montereale Valcellina) est un scientifique et un universitaire italien. Il est professeur de génie électronique et d'informatique à l'université de Boston depuis 1995. 

## Biographie
Né en 1943 à Montereale Valcellina dans le nord-est de l'Italie, Tommaso Toffoli effectue son parcours universitaire à Rome. En 1967, il reçoit son diplôme d'étude supérieure en physique de l'université La Sapienza de Rome, puis en 1976 il obtient son doctorat en science de l'informatique et de la communication à l'université du Michigan. Il vit actuellement avec sa femme et ses deux enfants à Cambridge dans le Massachusetts.
Il a notamment travaillé sur les automates cellulaires, sur la théorie de la vie artificielle (avec Edward Fredkin). De plus, il est l'inventeur de la porte de Toffoli